# U Česany
U Česany je část obce Dalovice v okrese Mladá Boleslav. Jako evidenční jednotka vznikla ke dni 23. května 2006.
Část obce je tvořena průmyslovou zónou na pravém břehu Jizery naproti Mladé Boleslavi, mezi Jizerou a železniční tratí Praha–Turnov v úseku od železničního mostu přes Jizeru po most ulice U Zastávky. Západním okrajem lokality podél železniční tratě vede ulice U Zastávky. V roce 2011 nebyli v této části evidováni žádní obyvatelé a nacházela se v ní 1 číslovaná budova, objekt čp. 225 společnosti KNESPL spol. s r.o. na u jižního okraje území. Rozsáhlý areál Škoda Auto, který zaujímá většinu území, zde vlastní adresní bod nemá, resp. adresně přísluší k budově na adrese Ptácká čp. 311 na druhém břehu Jizery v Mladé Boleslavi IV. Nachází se zde Vývojové a technické centrum Škoda Auto a konstrukční kancelář Volke. 
Od vlastní zástavby Dalovic je lokalita vzdálená cca 1,5 km po červeně značené turistické trase podél železniční trati kolem čistírny odpadních vod a přes mladoboleslavskou část Podlázky. Automobilové spojení do Dalovic je dlouhé asi 3 až 4 kilometry. Přes řeku Jizeru je areál přístupný z Mladé Boleslavi neveřejnou lávkou spojující areály Škoda Auto na obou březích Jizery. 